# Spechtenalm
Die Spechtenalm (auch: Spechten-Alm) ist eine Alm im Lattengebirge bei Bad Reichenhall.
Die Alm befindet sich nördlich unterhalb der Spechtenköpfe auf einer Höhe von 870 m ü. NN in der Nähe der Bergstation des ehemaligen Stadtberglifts. Die Alm ist aufgelassen, Bauten sind nicht mehr vorhanden und die Almlichte ist inzwischen völlig mit Bäumen zugewachsen.